# Chef de publicité
Le chef de publicité est chargé de l'ensemble des campagnes publicitaires. Il définit une stratégie publicitaire et travaille avec l'équipe créative à la réalisation de la campagne.
Cette fonction prend place au sein d'une régie ou dans un groupe chargé de gérer plusieurs médias.

## Historique
La fonction de chef de publicité apparaît dans les années 1860 avec les premières grandes agences de publicité combinant promotion d'un produit et annonces (par exemple Havas).

## Mission
Cette catégorie de postes recouvre actuellement la vente d'espaces publicitaires destinés à un ou plusieurs supports. Ces espaces peuvent se décliner en fonction de plusieurs types de média : presse périodique et plus généralement les supports imprimés, radio, télévision, internet et supports numériques. Les modes d'annonce peuvent englober l'affichage, le mailing, la vente par correspondance, les catalogues...
La mission du chef de publicité consiste également à faire la prospection de clients potentiels et d'organiser en fonction du planning de production du support concerné (appelé « client » ou « commanditaire ») des opérations de publipostage (courriel, fax, courrier postal), des rendez-vous avec des annonceurs ou des agences publicitaires.
Il ne faut pas confondre ce poste avec rédacteur publicitaire, directeur artistique ou de production.

## Emploi

### En France
En France, cette personne est responsable d'un chiffre d'affaires et est généralement rémunérée selon ses résultats plus du deux fois et demie le SMIC selon expérience.